# Häxprocessen i Torsåker

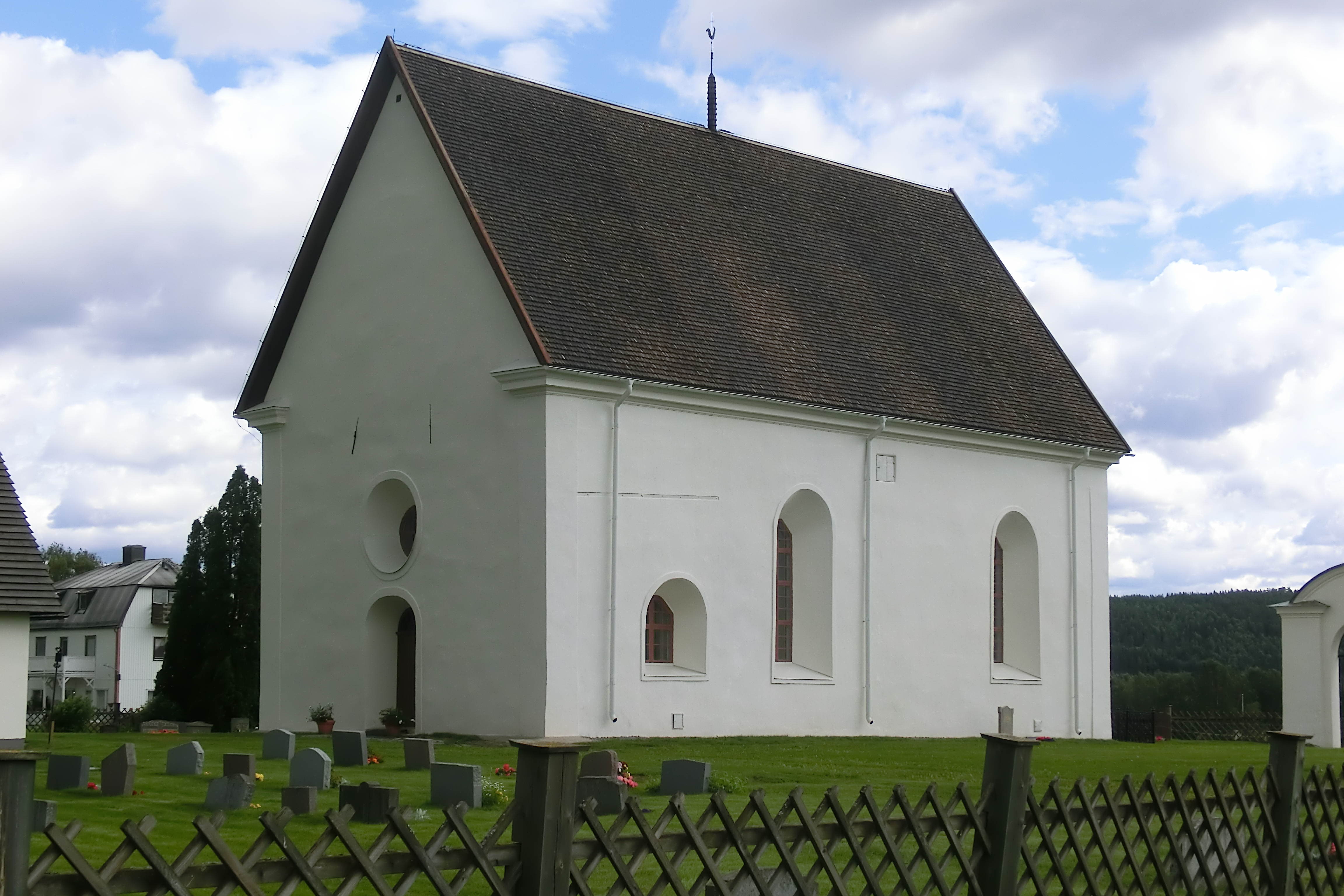
Torsåkers kyrka, Härnösands stift.

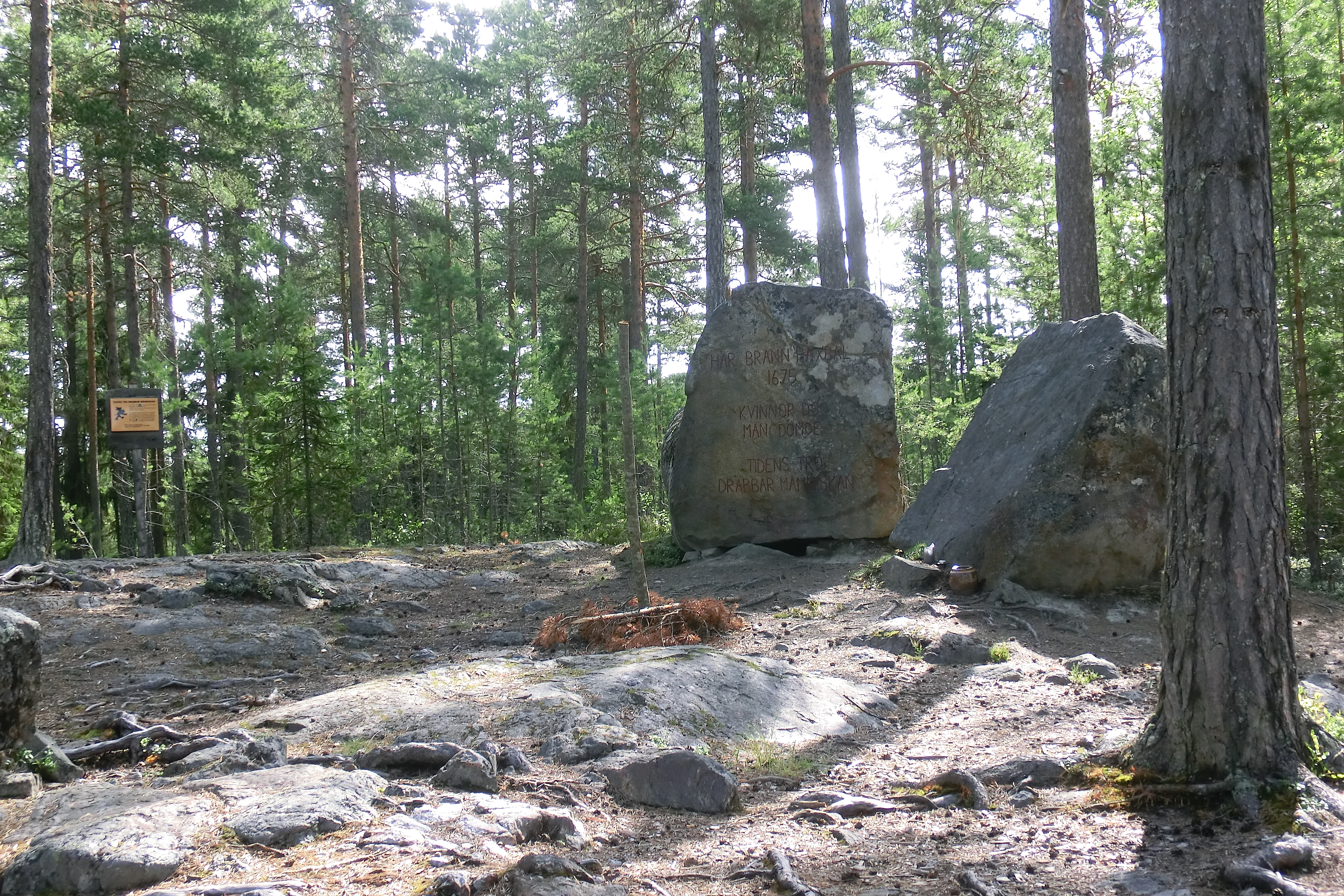
Minnesstenen på Häxberget.

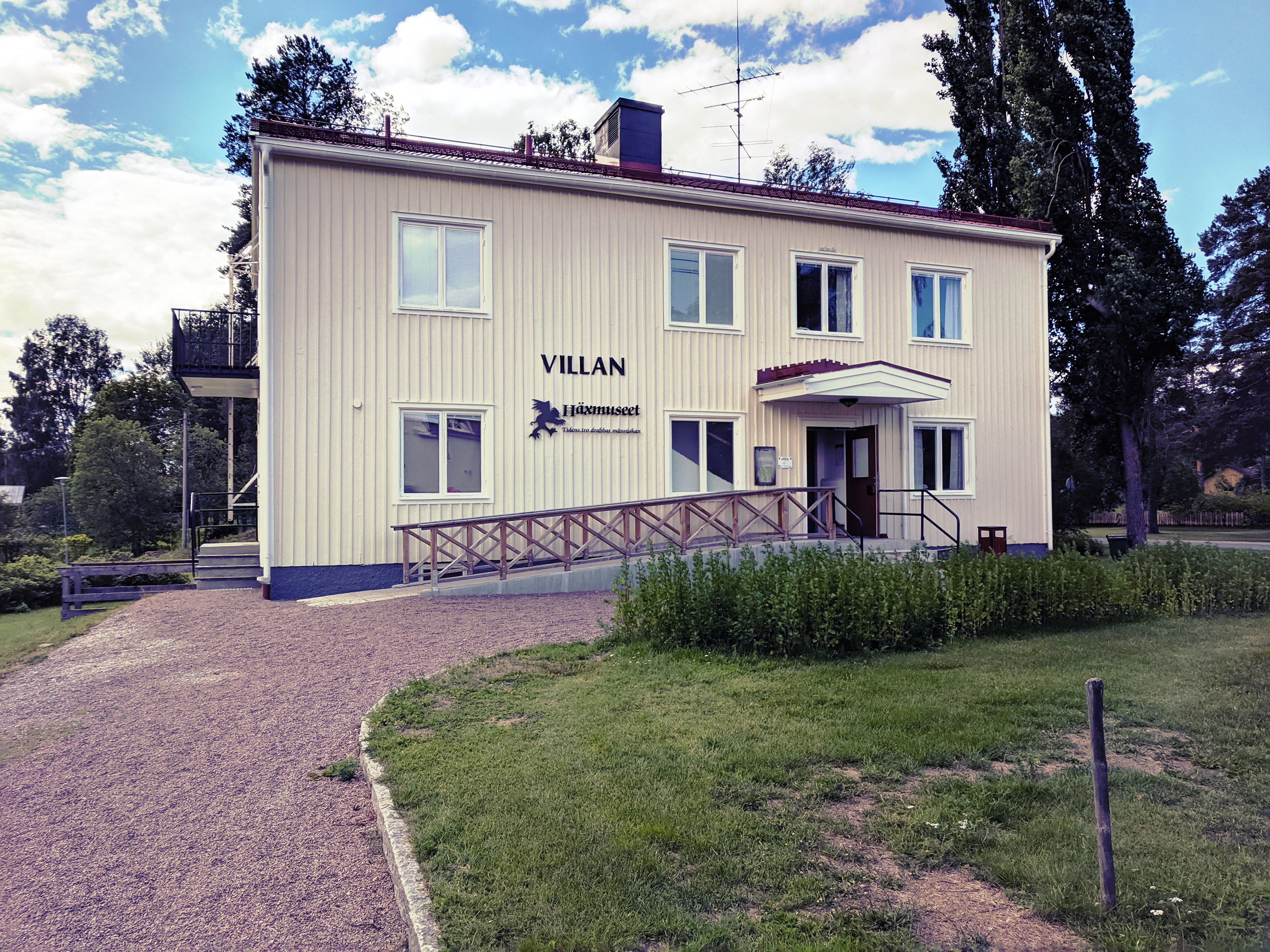
Häxmuseet i Prästmon.

Häxprocessen i Torsåker var en rättsprocess i Torsåkers socken i Ångermanland 1674–1675. Den resulterade i avrättningen av 71 personer för häxeri. Det var den största häxprocessen under häxhysterin 1668–1676 som kallas det stora oväsendet, och den mest omfattande häxprocessen någonsin i Sverige. Det finns bevarade rättsprotokoll över den lokala rättegången och dess domar. Däremot är dokumenten från hovrätten och dess slutgiltiga domar inte bevarade. 

## Processen
År 1674 hade den häxhysteri, som lett till häxprocesser i flera landskap sedan målet mot Märet Jonsdotter i Lillhärdal 1668, nått Ångermanland. En häxkommission hade tillsats för att undersöka förekomsten av häxeri i de olika församlingarna för att få bukt med den allt mer intensiva oron och ryktesspridningen kring häxeri. Vid denna tidpunkt uppgavs ryktesspridningen och tron på häxeri vara intensiv i trakten kring Torsåker. 
En av de mest drivande personerna bakom häxprocessen var prästen Laurentius Hornaeus. De s.k. Nordingrågossarna (visgossarna), 18 respektive 16 år gamla, utgav sig för att kunna identifiera häxor genom ett osynligt märke i pannan, djävulsmärket eller ”stigma diaboli”. De höll samtidigt en ”änglakammare” med barnen, där de talade om för barn vad som skedde i Blåkulla. Visgossarna fick betalt av kyrkan för sin tjänst. De som hade pekats ut av visgossarna åtalades sedan för häxeri.  

### Rannsakning
Rannsakningarna hölls på gästgivaregården i Hammar i Torsåkers pastorat mellan 19 oktober och 5 november 1674. Ett sjuttiotal sockenbor från Torsåker, Dal och Ytterlännäs stod anklagade för häxeri. Rättegångsprotokollet är den enda samtida dokumentation som finns från häxprocessen. Torsåkers socken rannsakades mellan den 19 och 21 oktober, Dals socken 21 oktober till och med den 27 oktober, och Ytterlännäs mellan den 28 oktober till och med den 5 november.
Anklagelsen gällde utövande av trolldom och bortförande av barn till Blåkulla, påstådda blåkullafärder och sexuellt samliv tillsammans med djävulen.  
Merparten av de som åtalades nekade till brott. Flera åtalade vittnade i sin tur mot varandra. Omkring 200 barn uppgavs vittna mot de anklagade. Barnen satt med under förhören och vittnesmålen, och av vilka flera upprepade vittnesmål från andra vittnen, som de hade hört under rättegången, och många vittnesmål var kopior av varandras. Många av de anklagade uppges själva till slut ha medgett sin skuld. Barnen fick ständiga frågor fram till sitt vittnesmål. Enligt vissa uppgifter hade Laurentius Hornaeus utsatt flera barnvittnen för misshandel. Barnvittnen uppges inte ha förstått det formella språket vid domstolen: ordet "bola", som för vuxna betydde samlag, uppfattades till exempel av barnen som att gå under bordet. 
I ”Sannfärdig berättelse” nämnde Jöns Hornaeus om vittnena:
”Barnen vittnade mestadels av okunnighet och dels övertalade av sina fäder, som var nöjda med att deras hustrur blev överbevisade, eftersom Satan utsläckt all kärlek mellan dem”.
De åtalade förvarades på flera olika ställen: i Länsmansgården, i sockenarresten och i tjuvkistorna. Det fanns inte vakter och man nöjde sig med att regla dörrarna. 

### Dom och avrättning
Häradsrätten i Hammar dömde 60 av de anklagade till döden. När rannsakningarna i häradsrätten avslutats den 5 november 1674 överlämnades protokollen till Trolldomskommissionen. Kommissionen fastställde domarna samt dömde ytterligare 11 personer som häradsrätten varit osäkra på till döden. Avrättningen har beskrivits i ”Sannfärdig berättelse”. Den 1 juni 1675 samlades de dömda i Torsåkers kyrka, där kyrkoherde Johannes Erici Wattrangius höll predikan, och nattvard meddelades för de som hade bekänt sitt brott. Det anses möjligt att många erkände för att de trodde att de inte skulle avrättas utan underkastas kyrkoplikt, vilket var det vanligaste straffet för häxeri före 1668. När det stod klart att dödsdomarna faktiskt skulle verkställas reagerade de dömda intensivt: 
"Här ropades himmelsskriande hämnd över dem som förorsakat deras oskyldiga död; men här hjälpte varken rop eller tårar. Borgmästare Lund ifrån Härnösand förde exekutionen. Föräldrar, män och bröder höllo spetsgård [...] Många dånade i vägen av matthet och dödängslan, vilka av de anhöriga släpades fram till rätteplatsen, som är belägen mitt i pastoratet, ½ mil från alla tre kyrkorna, och kallas därav ännu Bålberget. De rättade halshöggs nedanför bålet att bloden ej skulle hindra veden att fatta eld; i dess ställe rann han strömvis utför berget. De som höllo spetsgård, voro ock behjälpliga att släpa de döda kropparna på bålet. De kläder som delinkventerna till det nogaste av sig kastat, tog deras anhöriga, varmed de utan sinnesrörelse gingo var och en till sitt."
Totalt halshöggs och brändes 71 personer på Häxberget den 1 juni 1675. 65 var kvinnor (var femte kvinna i Torsåkers pastorat), 2 var män och 4 var pojkar. Enligt vissa källor avrättades 9 personer redan den 28 mars och resterande 62, den 1 juni på Häxberget i nuvarande Kramfors kommun. Uppgiften om den 28 mars är ej trovärdigt enligt fil. dr Bengt Ankarloo i sin avhandling Trolldomsprocesserna i Sverige (1971), sid. 185. Detta pga av att 28 mars var en söndag "på vilken självklart inga avrättningar företogs". Uppgiften kommer från Jöns Hornaeus och kan vara en felskrivning för 28 maj. På berget hade tre bål rests, ett för var och en av de tre socknarna i pastoratet. Avrättningarna förrättades av Borgmästare Lund från Härnösand. Det är Sveriges största dokumenterade massavrättning i fredstid som genomfördes med stöd av gällande lagstiftning. 
Enligt Jöns Hornaeus hittades visgossarna från Nordingrå döda, sönderslitna vid landsvägen, efter rannsakningarna. Jöns Horneus uppgav 1741 att det fortfarande fanns rester kvar av avrättningsplatsen: "för 6 - 7 år sedan såg jag ännu 2ne stupstockar och ett par trappträn till bålet, halfbrända, ligga på berörde rätteplats, där de förmodligen ännu lära ligga." 

## Eftermäle
Undersökningarna av häxeri i Ångermanland lades formellt ned 8 juni 1675 och återupptogs aldrig. Totalt avrättades cirka 300 människor för trolldom i Sverige under häxjakten 1668–1676. Ytterligare ett hundratal blev anklagade och dömda till lägre straff. Först sedan barnvittnenas opålitlighet hade avslöjats under processerna i Stockholm 1676 avtog häxprocesserna. Först 1779 avskaffades straffet för trolldom i lagboken.
Processen beskrevs i Jöns Hornaeus avhandling "En Sannfärdig berättelse" från 1735, sextio år efter händelserna, nedtecknad 1741 och publicerad 1771, då Jöns Hornaeus anlitades av den dåvarande kyrkoherden för att undersöka vad som hade hänt i trakten under häxprocessen.  
Det upprättades 1975 en minnessten över de avrättade på häxberget. Det finns också ett museum över häxprocessen. 

### Inom kulturen

#### Fiktion
Maj Olsens ungdomsroman Ann-Cristine och häxorna (1968) är inspirerad av häxprocessen i Torsåker. Therése Söderlind har avhandlat ämnet i sin roman Vägen mot Bålberget.

## De dömda
Häradsrätten i Hammar dömde 60 av de anklagade till döden. Dessa räknas upp efter frasen: "Efter föregående rannsachningsinnehåldh, hafwer häratznämbdhen icke kunnat efterskrefvne Trullpackor ifrån lijfsstraffet befrija emädan dhe bekände hafwer barnens Wittnande besannat: Näml."
I denna lista används namn och titel som de stavades i häradsrättens ursprungliga förteckning, med moderna tillägg i parentes. 
- 1.Hustru Brytha i Westerhammar (änka, 50 år)
- 2.Hustru Sahra i Kleen, (45 år)
- 3.Hustru Elisabetta i Aspeby (Olof Erssons hustru och dotter till Emeräntzia i Dynäs/Gudmundrå)
- 4.Hustru Segridh i Hammar (Johan Olssons?)
- 5.Hustru Barbro i Hiärttnääs
- 6.Hustru Anna i Biöönö (änka)
- 7.Hustru Merit Wyk
- 8.Pigan Annika i Aspeby, (eller Anna, 28 år)
- 9.Hustru Margreta i Aspeby
- 10.Hustru Barbro i Aspeby
- 11.Hustru Margreta i Hoola
- 12.Hustru Anna i Hembra
- 13.Hustru Marit i Hälsingsta
- 14.Hustru Elisabet i Sahlom
- 15.Pigan Sahra i Sahlom, (eller Sara Eriksdotter i Salom, 24 år)
- 16.Dawid Nilsson i Fanom
- 17.Hustru Merit i Rogstadh
- 18.Hustru Karin i Kiärstadh, (änka)
- 19.Hustru Karin i Ährstadh, (34 år)
- 20.Hustru Margareta i Åhlestadh
- 21.Hustru Anna i Åhlestadh
- 22.Hustru Brytha i Ährstadh
- 23.Hustru Älla i Norum, (eller Ella i Norum)
- 24.Hustru Sahra i Norum, änka
- 25.Hustru Karin i Åhlestadh
- 26.Hustru Brytha i Åhlestad, (70 år
- 27.Pigan Segridh i Ährstadh, (eller Sigrid Mårtensdotter, 32 år)
- 28.Hustru Anna i Åhlestadh, (Jöns Pålssons)
- 29.Hustru Sahra i Ährstadh, (52 år)
- 30.Nils Johansson i Kiärstadh, (25 år)
- 31.Hustru Brytha i Flöghsäther
- 32.Pigan Kerstin i Flöghsäther, (dotter till änka Cecilia i Flögsätter (död i fängelset) och syster till Anna i Mo )
- 33.Hustru Brytha i Flöghsäther (Nils Erssons)
- 34.Hustru Anna i Moo, (änka, 60 år
- 35.Pigan Cicilia i Moo, (dotter till Anna i Mo)
- 36.Hustru Karin i Moo (Hans Thomassons)
- 37.Hustru Barbro i Daglöös
- 38.Pigan Kerstin i Daglöös, (Kerstin Hansdotter, 24 år)
- 39.Hustru Anna i Löfsiöö
- 40.Hustru Marit i Tuhn siöön
- 41.Pigan Brytha i Lästadh, (dotter till Margareta i Lästa 32 år)
- 42.Pigan Kerstin i Lästadh, (dotter till Margareta i Lästa, 18 år)
- 43.Pigan Anna i Lästadh, (dotter till Margareta i Lästa, 20 år)
- 44.Hustru Barbro i Forssa, (dotter till Margareta i Lästa, 39 år)
- 45.Hustru Margreta i Lästadh, (eller Margareta i Lästa, 70 år)
- 46.Hustru Segridh i Nääs, (änka, dotter till Märit i Näs, 28 år)
- 47.Hustru Marit i Nääs, (mor till Sigrid i Näs, 60 år)
- 48.Hustru Anna i Nääs
- 49.Hustru Elisabetta i Nääs, (24 år)
- 50.”Halt” Karin i Nääs, (piga, brorsdotter till Brita i Västerhammar, 50 år)
- 51.Hustru Margareta i Sunnanåker, (40 år)
- 52.Hustru Cicilia i Blästadh, (60 år)
- 53.Hustru Ingrid i Bollstadh, (änka, 60 år)
- 54.Pigan Brytha i Nääs
- 55.Erich Joensson i Blästadh, (make till Cicilia i Blästadh )
- 56.”Gubbe” Bryta i Nylandh, (änka 60 år)
- 57.Hustru Cicilia i Nylandh, (60 år)
- 58.Hustru Brytha i Nääs, (40 år )
- 59.”Forss finskan” Hustru Margareta
- 60.”Gamla” Hustru Segridh i Hammar

Ytterligare elva personer dömdes inte till döden av häradsrätten. Deras domar hänsköts till trolldomskommissionen, som dömde även dessa till döden. De var: 
- 1.Poiken Olof Olsson i Hoola (16 år)
- 2.Poiken Olle i Åhlstadh (son till Anna i Ålsta)
- 3.Poiken Olle i Norum, (son till Ella i Norum, 18 år)
- 4.Poiken Påul i Norum, (son till Ella i Norum, 11 år)
- 5.Flickan Martta i Ålestadh, (dotter till Margareta i Ålsta, 14 år)
- 6.Poiken Anders i Tunsjöön, (eller Anders Eriksson i Tunnsjö, son till Marit i Tuhn siöön, 12 år)
- 7.H. Kerstin i Löfsiöö, lågh siuk hemma,
- 8.H. Malin i Nääs, som giordhe sig flycktig (rymde med sin medåtalade son Per Andersson i Näs)
- 9.Pigan Anna i Aspeby (50 år)
- 10.H. Agda i Moo
- 11.Pigan Margreta i Lästadh